# Vlag van Zenderen

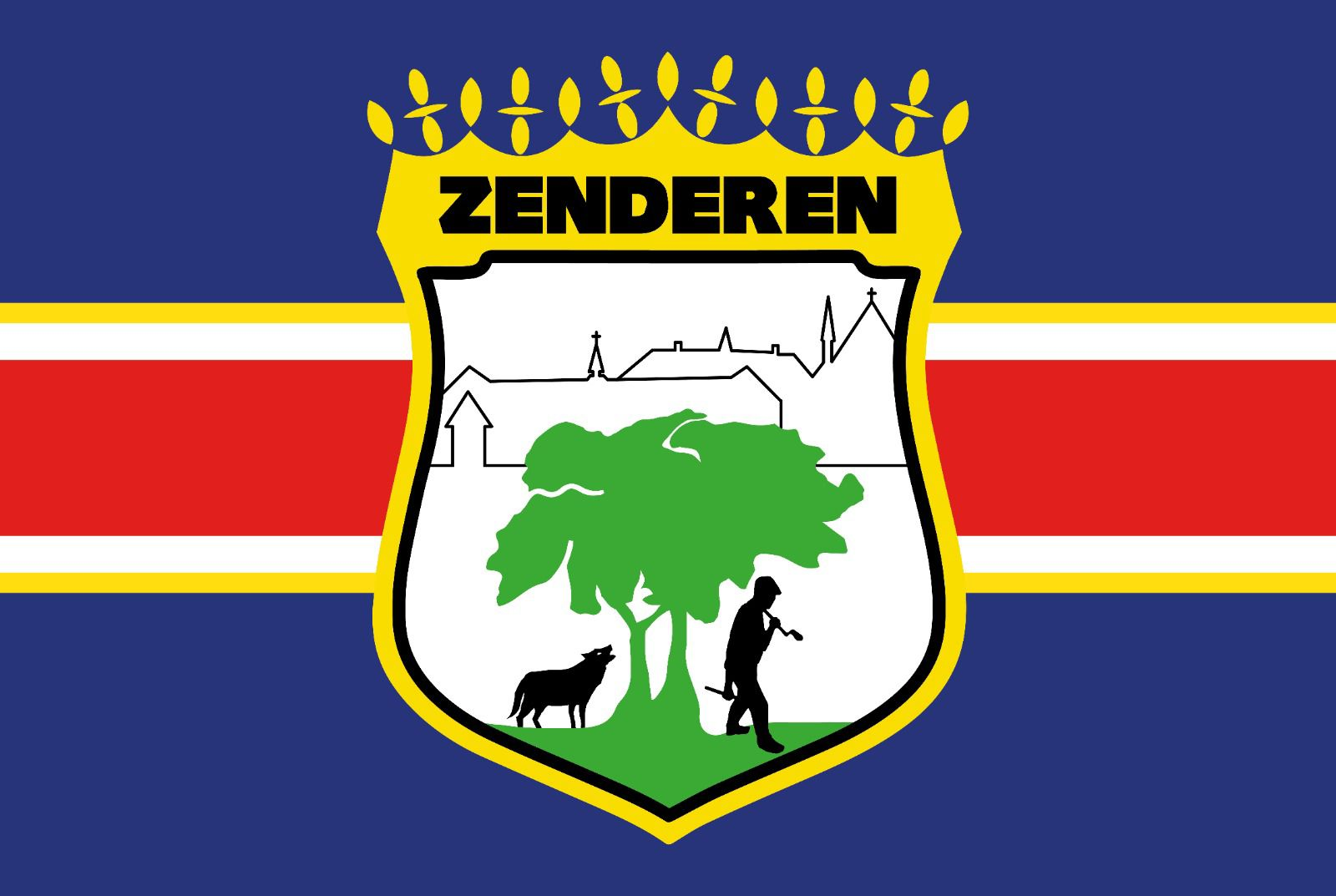
Vlag van Zenderen

De vlag van Zenderen werd op 9 juli 2022 gepresenteerd als de dorpsvlag van de Overijsselse dorp Zenderen. De vlag is blauw en heeft een rode horizontale lijn. Onder de rode baan bevinden zich een witte en gele lijn. De kleuren zijn samen afgeleid van verschillende logo's en merken van lokale organisaties en verenigingen. In het centrum van de vlag staat een geel wapenschild. Er zijn verschillende herkenbare elementen te zien op een witte achtergrond. In het centrum van het wapenschild zijn twee groene bomen te zien die bij de Mariakapel staan. Aan de linkerkant van de bomen staat de wolf van Weleveld, terwijl aan de rechterkant de Roggemaaier staat. Achtergronden van het lokale klooster en de kerk zijn afgebeeld in zwarte lijnen. Bovenin het wapenschild staat de dorpsnaam 'ZENDEREN' met grote zwarte hoofdletters.
Belt-Schutsloot
· Blankenham
· Boekelo
· Buurse
· Giethoorn
· Herxen
· Hoonhorst
· Kuinre
· Mariënheem
· Oldemarkt
· Ossenzijl
· Scheerwolde
· Slangenbeek
· Vollenhove
· Zenderen